# STS-134
STS-134 (englisch Space Transportation System) ist eine Mission für das US-amerikanische Space Shuttle Endeavour (OV-105) der NASA. Ihre Hauptaufgabe bestand darin, das Alpha-Magnet-Spektrometer und den EXPRESS Logistics Carrier 3 zur Internationalen Raumstation (ISS) zu befördern und dort zu installieren. Außerdem wurde das Orbiter Boom Sensor System des Shuttles an der Raumstation zurückgelassen.
Der Start fand am 16. Mai 2011 um 12:57 UTC statt. Der Planung nach war es der 134. und vorletzte Flug des Space-Shuttle-Programms, und der 25. und letzte Flug der Raumfähre Endeavour.

## Vorgeschichte
Die für diesen Flug vorgesehenen Module wurden ursprünglich aus dem Flugplan genommen, nachdem Präsident Bush nach dem Columbia-Unglück das Ende des Space-Shuttle-Programms zum Ende des US-Finanzjahres 2010 am 30. September 2010 bekannt gegeben hatte. Anschließend sollte das Constellation-Programm vorangetrieben werden. Da jedoch bereits viel Geld in die Entwicklung der Module geflossen war, stellte die US-Regierung der NASA zum Finanzjahr 2009 die finanziellen Mittel für einen weiteren Flug zur Verfügung. Sein Ziel ist laut der entsprechenden Verordnung, „wissenschaftliche Ausrüstung zur Internationalen Raumstation zu bringen“.
Der ursprünglich für Ende Juli 2010 vorgesehene Start musste aufgrund des Umbaus der Hauptnutzlast, des Alpha-Magnet-Spektrometers, nunmehr wieder hinter den STS-133-Start verschoben werden.

## Mannschaft
Die NASA gab die Mannschaft am 11. August 2009 bekannt:
- Mark Kelly (4. Raumflug), Kommandant
- Gregory H. Johnson (2. Raumflug), Pilot
- Michael Fincke (3. Raumflug), Missionsspezialist
- Greg Chamitoff (2. Raumflug), Missionsspezialist
- Andrew Feustel (2. Raumflug), Missionsspezialist
- Roberto Vittori (3. Raumflug), Missionsspezialist ( ESA/ Italien).

### Ersatz
Rick Sturckow (5. Raumflug) wurde als Reservekommandant nominiert, nachdem Kellys Frau Gabrielle Giffords durch das auf sie verübte Attentat am 8. Januar 2011 schwer verletzt wurde. Der Schritt wurde von Kelly selbst vorgeschlagen, allerdings nahm er seine Aufgaben als Kommandant seit dem 7. Februar wieder wahr.

## Nutzlast
STS-134 transportiert zwei große Nutzlasten zur ISS: Das Alpha-Magnet-Spektrometer, einen Teilchendetektor für das Weltall, sowie ELC-3, eine Trägerstruktur mit verschiedenen Ersatzteilen und wissenschaftlichen Geräten. Darüber hinaus befand sich das Material- und Technologieexperiment MISSE-8 in der Nutzlastbucht der Endeavour. Im Mitteldeck wurden weitere wissenschaftliche Geräte und Vorräte transportiert.

## Fly Your Face in Space

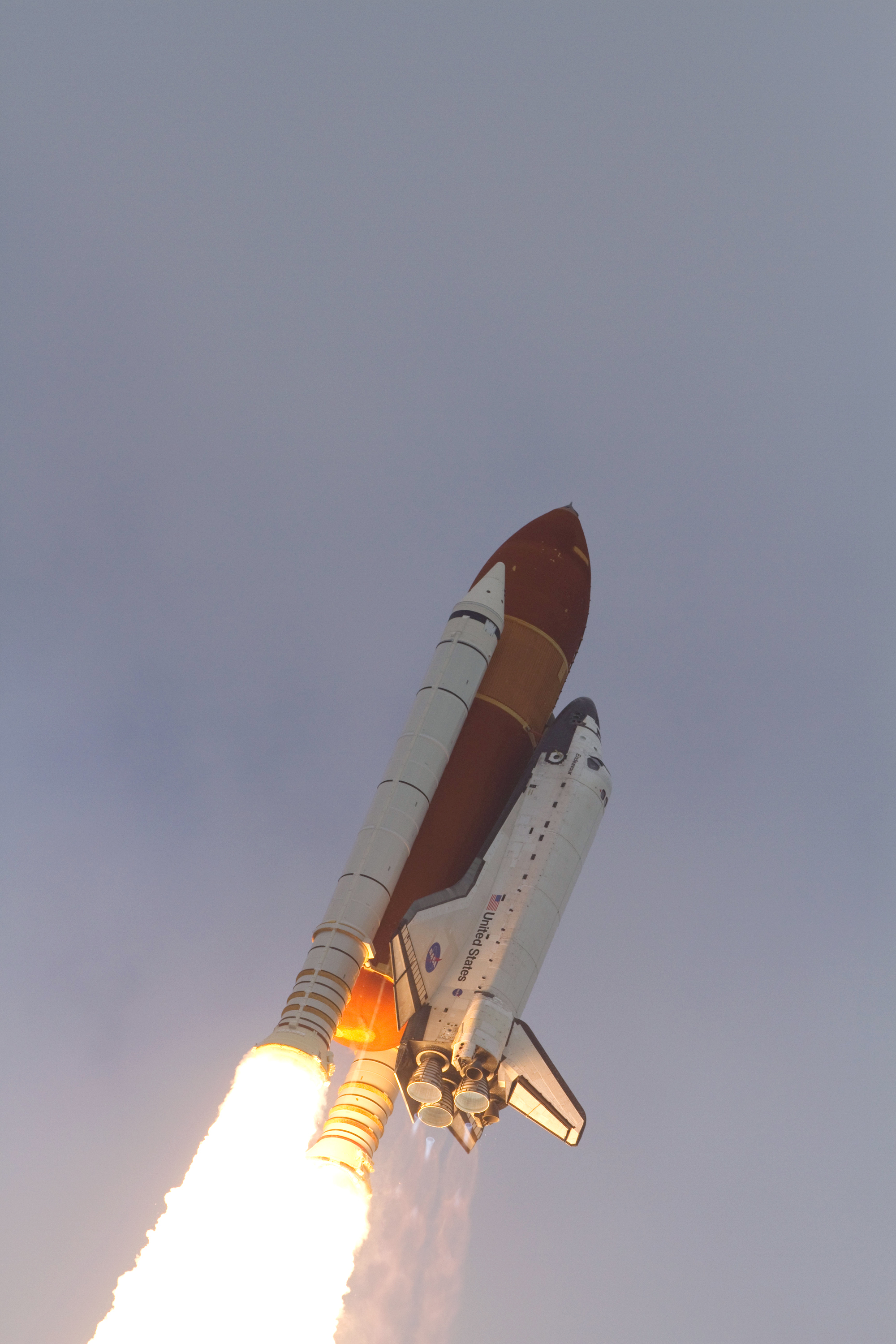
Die Endeavour beim Start am 16. Mai 2011

Auf den Missionen STS-133 und STS-134 bot die NASA unter dem Motto Fly Your Face in Space auf einer eigenen Website die Möglichkeit, ein Foto hochzuladen, das dann mit in das Weltall geschossen wurde.

## Missionsverlauf
Am 29. April fand der erste Startversuch statt. Er musste jedoch abgebrochen werden, da ein Heizelement in der Treibstoffleitung zu einem der drei Hydraulikdruckerzeuger (APU – Auxiliary Power Unit, dt. Hilfstriebwerk) ausfiel. Die Fehleranalyse ergab, dass das Problem wahrscheinlich durch einen Defekt in einer Elektronikbox verursacht wurde. Da der Austausch dieser Box – inklusive anschließender Tests – sehr zeitaufwendig ist, konnte der Start nicht vor dem 16. Mai erfolgen.
Am 16. Mai 2011 um 14:56 MESZ (12:56 UTC) startete das Shuttle schließlich wie geplant.
Am 18. Mai 2011 um 12:14 MESZ (10:14 UTC) dockte die Endeavour an der ISS an. Wie bei den meisten Shuttle-Missionen erfolgte dies am Kopplungsadapter PMA-2, der an dem Harmony-Modul befestigt ist. Die Verbindungsklappen wurden um 13:38 MESZ geöffnet.
Während die Endeavour angedockt war, legte die Sojus-Kapsel TMA-20 ab, so dass von dort aus erstmals Außenaufnahmen von einem an der Station angedockten Shuttle möglich waren.
Am 1. Juni 2011 um 08:35 Uhr MESZ (06:35 Uhr UTC) landete die Endeavour auf Landebahn 15 am Kennedy Space Center in Florida und beendete damit ihren aktiven Dienst.